# 저항 온도계

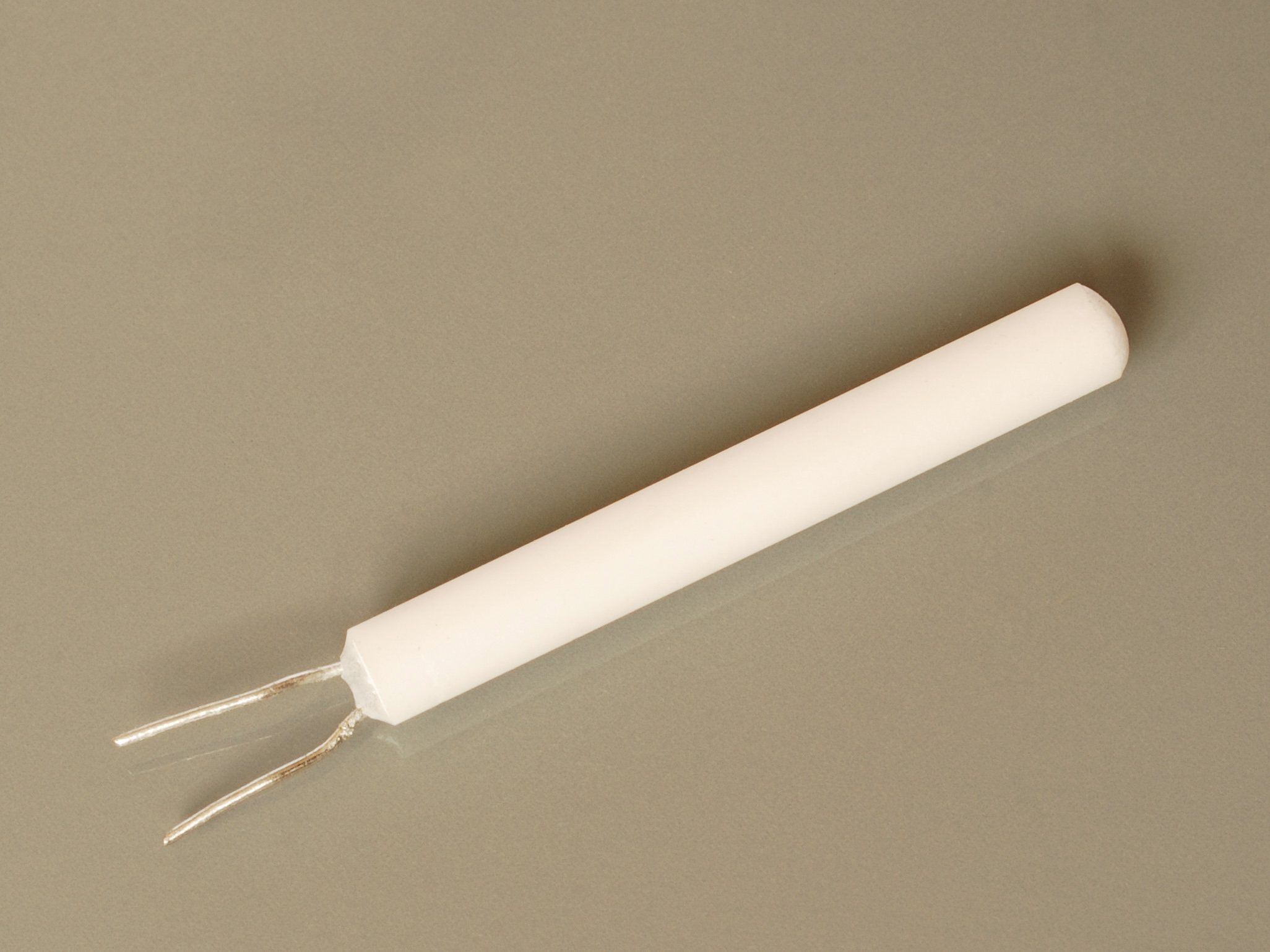

저항 온도계는 도체나 반도체의 전기 저항이 온도에 따라 변하는 성질을 이용하여 온도를 측정하는 장치이다. 측정 범위와 온도에 따라 다양한 소재를 이용하여 만들어지며, 대표적인 저항 온도계로는 백금저항온도계가 있다.
저항 온도계는 넓은 온도 범위에서 높은 정밀도를 나타내므로, 열전쌍 온도계와 같이 정밀한 온도 측정이 필요한 분야에서 널리 이용되고 있다. 백금저항온도계의 경우, 13.81K~903K의 범위에서 안정성과 정밀도가 높으므로, 이 범위에서 표준 온도계로 사용된다.

## 같이 보기
- 서미스터
- 온도조절기
- 열전대